# Olgierd Vetesco

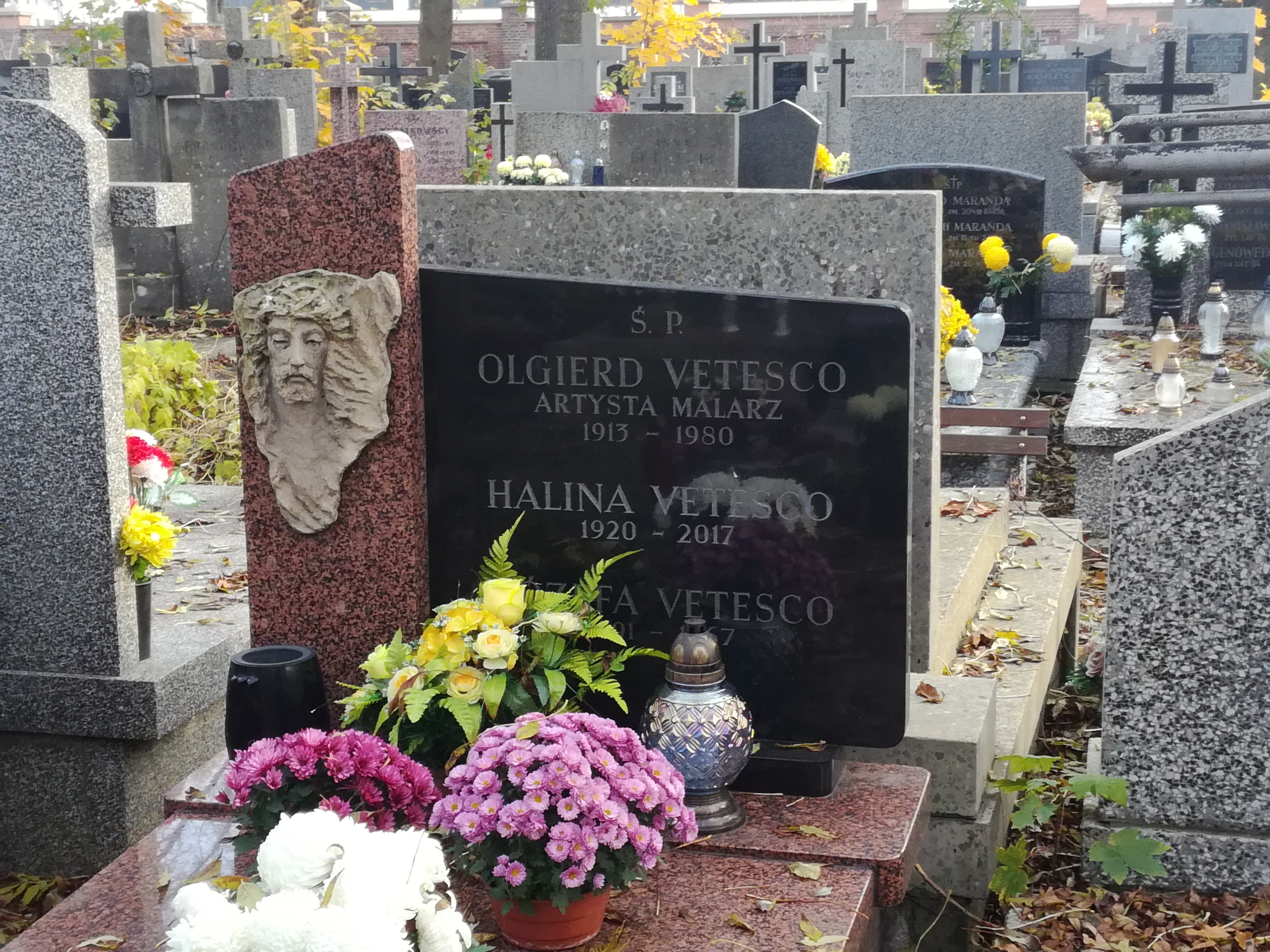
grób Olgierda Vetesco na cmentarzu Bródnowskim

Olgierd Vetesco, właśc. Olgierd Vilio Vetesco (ur. 1 marca 1913 w Mińsku, zm. 1983 w Warszawie) – polski malarz, projektant i wytwórca biżuterii.

## Życiorys
Był bratem Władysława Vestesco (architekta wnętrz i grafika). Zajmował się malarstwem pejzażowym i złotnictwem. 
W okresie okupacji hitlerowskiej początkowo umieszczony w karnym obozie pracy. Po uwolnieniu mieszkał i pracował w Przasnyszu. Lekcje malarstwa i rysunku pobierał u niego m.in. Stanisław Ostoja-Kotkowski). Projektant i wytwórca biżuterii srebrnej, przedmiotów o charakterze dekoracyjnym (m.in. serie przedmiotów w stylu neosecesyjnym (lata 60. XX wieku). Zajmował się także wystawiennictwem. Najliczniejszy zbiór twórczości Olgierda Vetesco znajduje się w Muzeum Szlachty Mazowieckiej (oddział: Muzeum Pozytywizmu w Gołotczyźnie). 
Pochowany na cmentarzu Bródnowskim w Warszawie (kw. 112 I VI 7).